# 绍博-欧尔班·奥尔加
绍博-欧尔班·奥尔加（匈牙利語：Szabó-Orbán Olga，1938年10月9日—2022年1月5日），罗马尼亚女子击剑运动员。她曾代表罗马尼亚参加1956年、1960年、1964年、1968年和1972年夏季奥林匹克运动会击剑比赛，获得一枚银牌和二枚铜牌。